# あっぷ&UP!
『あっぷ&UP!』（あっぷアンドアップ）は、関西テレビで、2009年4月6日から2011年4月1日まで、平日14:05 - 14:57（JST）に関西ローカルで生放送されていた昼の生活情報番組である。放送当初は『アップ&UP!』とのカタカナであったが半年後の10月より番組名を変更している。

## 概要
かつて14時台には、自社制作の情報番組 を放送してきた。『2時ワクッ!』終了後、金曜日のみ14時台で『F-CUBE・週刊!芸能キング』を放送してきたが、月曜日 - 木曜日は『2時ワクッ!』、金曜日は『F-CUBE・週刊!芸能キング』終了後、同時間の情報番組を撤退。その後は、ドラマの再放送枠となっていた。
2009年4月の改編により、月曜 - 木曜は3年4か月ぶりに、金曜日は3年ぶりに、平日14時台の自社制作の情報番組枠を復活。『アップ&UP!』として放送を開始した。ちなみに、西日本のFNS系列局の一部でもブロックネット形式で放送された『2時ワクッ!』『F-CUBE』と異なり、当番組は関西ローカルの放送である。
また、当番組の後半（14:40頃）には、テレビショッピングコーナーとして「アップ&SHOP!」も放送。2009年3月27日に終了した『昼ショップ 買物検討使』（平日午前11時台前半）の流れを引き継ぐ。
2009年10月13日の放送からは、番組タイトルを『あっぷ&UP!』と改称。これを機に、『アップ&UP!』時代のレギュラー出演者と、コーナー企画の大半を入れ替えた。なお、移行直前の1週間（同月5日 - 9日）は、当番組の放送を休止。当番組の放送枠を『特選!買い物感謝祭 秋編』『VS嵐』に充てている。
当番組は、随所にVTRコーナーを交えながらも、基本として生放送で進行。『アップ&UP!』時代には、放送内容によって、スタジオパートも事前に収録していたことがあった。『あっぷ&UP!』にリニューアル後は、月曜の生放送終了後に火曜と水曜の放送分を収録し、木曜の生放送終了後に金曜の放送分を収録する形式となっている。
在阪民放テレビ5局制作で松竹芸能所属のタレントを出演者の中軸に据え、吉本興業所属のタレントが出演しない平日の帯番組としては、1988年10月-1990年9月に読売テレビで放送された『ざまぁKANKAN!』以来、18年半ぶりとなる。但し、松竹芸能は当番組の制作には参加していない。
初回視聴率は2.5%（ビデオリサーチ調べ）。『アップ&UP!』時代は1%台を記録する日が続いていたが、3 - 4%台を記録したこともあった。『あっぷ&UP!』にリニューアルしてからは、若干視聴率が上がっていて、2010年1月11日放送では歴代最高視聴率となる6.8%を記録（ビデオリサーチ調べ）。

### 『アップ&UP!』
司会陣には増田英彦を中心に、テレビの帯番組初出演の木村三恵（愛称“みーたん”）と、関西テレビ入社2年目（当時）のアナウンサー・坂元龍斗とフレッシュな顔ぶれを揃えた。増田自身も、帯番組で司会を務めるのは、当番組が初めてとなる。
その一方で、同局のアナウンサーとして人気を博した梅田淳や桑原征平（いずれもフリーアナウンサー）をコーナー進行役やリポーターに起用。山本浩之など、坂元の先輩アナウンサーも不定期で登場した。
『アップ&UP!』では、ラジオ番組のような雰囲気で、視聴者から寄せられた情報や意見をすぐに反映。番組開始と同時に募集した「自ギャク川柳」には、約200通の応募があった。4月27日の放送からは、週替わりでメッセージテーマを設定。5月11日の放送からは、写真投稿の受付も始めた。
また、5月26日の放送からは、エンディングのスタッフロールの後に翌日（金曜日の場合は翌週月曜日）放送予定の企画の概要を表示。6月からは、午前中に放送される情報番組『ごきげんライフスタイル よ〜いドン!』の終了後に、司会の3人が当日の放送内容を告知するスポットが放送された（なお『あっぷ&UP!』にリニューアル後は、昼ドラ終了後に放送内容を告知するスポットを放送）。
番組の初期には、『よ〜いドン!』の放送終了後に、カラーコーンを用いてスタジオセットが組み立てられた。司会の3人が使うテーブルと「アップ&SHOP!」で梅田が使用するテーブルの脚にも、カラーコーンが使われていた。さらに、大半のコーナーでは、紹介する内容を手書きで記したスケッチブック を、フリップ代わりに使用（「桑原征平のアップ&TRIP!」で旅行情報を紹介する場合を除く）。写真や画像を添える際には、印刷やカラーコピーをスケッチブックに貼り付けていた。
7月13日の放送から、番組タイトルをそのままに、企画の一部やセットを変更した。セットには、プロジェクターが新設された。また、司会の3人以外に、ゲストが毎回出演するようになった。この他、「アップ&SHOP!」では『真夜中市場〜ハイヒールの眠れない夜〜』にもデモンストレーターとして出演している女性タレントによる商品紹介を増やし、テコ入れが図られた。さらに月曜日には、複数の男性ゲストを迎えて「ニュースでヒートUP!」を放送。『痛快!エブリデイ』（『よ〜いドン!』の前番組）の人気企画「男がしゃべりでどこが悪いねん!」を事実上復活させていた。
10月2日の放送を最後に、木村と坂元が番組を卒業した。坂元は、同日の生放送中に、同局社員で中田カウスの長女との結婚を宣言。公開プロポーズも実施した。

### 『あっぷ&UP!』
『あっぷ&UP!』への移行を機に、『痛快!エブリデイ』で長年アシスタントを務めた関純子と、気象予報士でもある林弘典（いずれも関西テレビアナウンサー）を司会陣に起用。林のほかにも、杉本なつみ（同局アナウンサー、当時）や宮崎哲弥（評論家）など、『ぶったま!』（土曜朝の情報番組、2009年9月終了）出演者の一部が番組レギュラーに加わった。
時事・芸能情報を本格的に扱うなど、『痛快!エブリディ』『2時ワクッ!』『ぶったま!』の流れを引き継ぐ形で情報性を強化。スタジオセットも、上記の番組に似た構成に変わった。2010年からは「くるねこ」のキャラクターがテロップに登場したり、キャラクターのぬいぐるみがスタジオセットに置かれている。「アップ&SHOP!」も「あっぷ&SHOP!」に改題し、梅田に替わって関が進行するようになった。さらに、毎日日替わりで視聴者プレゼントを行っている。なお、プレゼントの応募受付は2010年5月まではハガキだったが、2010年6月からはテレドーム方式に替わり、商品も現金1万円か日替わり商品（番組のエンディングで発表）に変わった。2010年6月30日の放送で（『アップ&UP!』からの通算で）300回を迎えた。
2010年10月4日から放送時間が3分繰り上がって14時5分からの放送になったが、放送時間は1分縮小、『アップ&UP!』時代から続いていた「あっぷ&SHOP!」を平日午前の『買物探偵社 シナモン』と水曜深夜の『通販美人 Trend Collection』に移行する形で終了させ、替わりに新たなコーナーを設けた他、同年10月1日まで前座番組として放送されていた『KTVニュースフラッシュ』をエンディング前に内包するなどのリニューアルを行った。番組終了後はステブレレスで番宣番組『カンテーレ』が放送される。
2011年2月28日には映画『SP THE MOTION PICTURE 革命編』に出演の岡田准一・堤真一・真木よう子・松尾諭をゲストに迎えた「1時間まるごとSP SP（エスピースペシャル）」、翌日の3月1日には黒木瞳をスペシャルゲストに迎えた「黒木瞳 30周年スペシャル」を放送。
2011年3月11日の東北地方太平洋沖地震（東日本大震災）発生に伴い、同日の放送は14:50過ぎをもって打ち切られた。その後、3月14日から3月18日までの間は震災関連のFNN報道特別番組や『FNNスピークSP』を放送のため番組を休止。放送再開した3月22日の冒頭では、関と林が被災者へのお見舞いと義援金の呼びかけを行い、CMを挟んでから通常放送に戻った。
2011年4月1日で放送終了。後番組として『キキミミ!』が4月4日から放送となり、コーナー出演だった岡田圭右が月 - 水、増田が引き続き木・金の司会を担当。レギュラー・準レギュラー出演者の一部も引き続き出演する。
なお、下記の放送日はそれぞれ放送時間が変更された。
- 2009年10月26日・14:35 - 15:28（『FNN報道特別番組・酒井法子被告 注目の初公判』放送のため）
- 2010年2月24日・14:10 - 15:00（バンクーバーオリンピック・フィギュアスケート女子ショートプログラム中継のため）
- 2010年3月22日・15:15 - 16:00（第39回広告大賞放送のため）
- 2010年6月4日・15:00 - 15:53（『FNN報道特別番組・首相指名選挙で菅氏を選出』放送のため）
- 2010年9月14日・15:57 - 16:50（『FNN報道特別番組・菅 vs 小沢 最終決戦』放送のため）

## 出演者

### 司会
- 増田英彦（ますだおかだ）※2011年3月22日は欠席
- 関純子（関西テレビアナウンサー、2009年10月13日 - ）
- 林弘典（関西テレビアナウンサー、2009年10月13日 - ）

### 曜日レギュラー
小原正子と木本武宏は隔週交代で出演。
- 宮崎哲弥（2009年10月13日 - 、月曜 - 水曜）
- 小原正子（クワバタオハラ、月曜 - 水曜）
- 木本武宏（TKO、月曜 - 水曜）
- 大河内志保[18]（2009年10月15日 - 、木曜・金曜）
- 松本佳子（芸能記者、2009年10月15日 - 、木曜・金曜）
- 杉本なつみ（当時関西テレビアナウンサー、月曜〔2010年11月8日 -、「NEWSチェックUP!」芸能ニュース担当〕）・火曜〔2010年11月9日 -、「暮らしの裏ワザ倶楽部」担当〕・木曜・金曜〔2009年10月15日 -〕）
- 松本美香（イケメン研究家[19]・ご意見番、初出演年月日不詳[20]、木曜・金曜）

### その他の出演者
関西ジャニーズJr.のメンバーは交替で出演。
- 竹内由紀子（サンケイスポーツ文化報道部、「NEWSチェックUP!」芸能ニュース担当、2010年10月 - ）
- AYUMO（化粧師〔けわいし〕・「AYUMOの間違いメイク・ハンター」「AYUMOの開運メイククリニック」担当、2009年10月13日 - ）
- 小島弘章（オーケイ・「アナタのお宅へ!収納コジマジック!」→「収納王子 コジマジック」担当、2009年5月13日 - ）
- 広海・深海（「家事のウラワザ カジマジック」担当〔VTR出演〕、2010年6月15日 - ）
- 岡田圭右（ますだおかだ・「クローズUP! ますだおかだ岡田のスゴイ人出た〜!」→「おかだのくっきんぐUP!」担当〔VTR出演〕、2009年7月8日 - ）
- 浜内千波（料理研究家・「おかだのくっきんぐUP!」講師〔VTR出演〕、2009年10月13日 - ）
- プリンセス金魚（「いきなりなにきこ!」情報プレゼンター〔VTR出演〕、2010年10月5日 - ）
- やのぱん（「あっぷ&MAP」ガイド〔VTR出演〕、2009年10月21日 - ）

『アップ&UP!』では「やのぱんの突撃! チェックUP!」を担当していた。
- 梅田淳（関西テレビ出身のフリーアナウンサー・「あっぷ&MAP」ガイド〔VTR出演〕、2009年11月4日 - ）

『アップ&UP!』では、"生活コンシェルジュ"として、「アップ&SHOP!」に毎日出演（2009年10月2日まで）。同コーナーの開始当初は、コーナーの開始時間から、「2時40分の男」と呼んでいた。
- 柳原哲也（アメリカザリガニ）（「あっぷ&MAP」ガイド〔VTR出演〕、2010年2月17日 - ）

『アップ&UP!』にも、ゲストで不定期出演していた。
- 森脇健児（「あっぷ&MAP」ガイド〔VTR出演〕、2010年3月10日 - ）
- 平井善之（アメリカザリガニ、「あっぷ&MAP」ガイド〔VTR出演〕、2010年10月20日 - ）
- 団長（安田大サーカス、「あっぷ&MAP」ガイド〔VTR出演〕、2010年11月24日 - ）
- 梅小鉢（「あっぷ&MAP」ガイド〔VTR出演〕、2011年3月2日 - ）
- 彦摩呂（「彦摩呂のはずさないお取り寄せ」担当〔VTR出演〕、2009年10月14日 - ）
- 岡安譲（関西テレビアナウンサー・「彦摩呂のはずさないお取り寄せ」パートナー〔VTR出演〕、2009年10月14日 - ）

『アップ&UP!』では「スイーツ大好き 岡安さん」 として「グルメUP!」などに出演していた。
- 中間淳太（関西ジャニーズJr.、B.A.D.・「彦摩呂のはずさないお取り寄せ」お取り寄せボーイズ、2010年7月21・28日、8月11日、2011年3月9日 - 3月30日 ※2010年8月4日は「彦摩呂のはずさないお取り寄せ」のみVTR出演[23]）
- 前田忠明（芸能リポーター・ご意見番、2009年10月15日 - 、おもに木曜・金曜）
- 梨元麻里奈（芸能リポーター、2010年12月6日 - 、おもに月曜）

### 過去の出演者
担当コーナー以外のリポートで登場することもあった。
- 木村三恵（司会、2009年4月6日 - 10月2日）
- 坂元龍斗（関西テレビアナウンサー・司会兼取材リポーター、2009年4月6日 - 10月2日）
- 藤井日菜子（「アップ&SHOP!」商品紹介リポーター）
- 熊谷奈美（「アップ&SHOP!」商品紹介リポーター）

藤井と熊谷は、基本としてVTRのみ出演。スタジオに登場することもあった。
- 桑原征平（「桑原征平のアップ&TRIP!」リポーター）

放送日には、全編を通じてスタジオに登場。コメンテーターの役割も担っていた。
- 安西なをみ（「桑原征平のアップ&TRIP!」ナレーション）
- 戸田学（「エンジョイUP!」担当）

「映画大好き 戸田さん」名義でスタジオに出演。
- 杉山一雄（「ブログUP!ニュース」担当、2009年7月17日 - ）

前枠番組の『KTVニュースフラッシュ』に続いて登場することがあった。
- JK21（火曜・金曜〔8月27日のみ木曜〕、2009年7月21日 - 8月27日、9月22日）
  - 城島ゆかり
  - 須田琴子
  - 藤井美由紀
  - 松田歩実
  - 新垣桃菜
  - 脇坂春菜

当初は夏休み期間限定で出演。その後、シルバーウィーク期間中の9月22日にも出演。スタジオではレギュラー出演者・ゲストの後列に並んで座っていた。また大手前大学のオープンキャンパスなどをメンバーがリポートしたこともあった。
- 吉原功兼（関西テレビアナウンサー・「あっぷ&MAP」ガイド〔VTR出演〕、2009年10月14日）

『アップ&UP!』でもリポーターとして不定期出演していた。
- 鈴木ひろし（のろし）（「あっぷ&MAP」ガイド〔VTR出演〕、2010年1月27日）

『アップ&UP!』にも、ゲストで不定期出演していた。
- 桐山照史（関西ジャニーズJr.、B.A.D.・「彦摩呂のはずさないお取り寄せ」お取り寄せボーイズ、2009年12月23日 - 2010年1月20日、2010年8月18日 - 2010年9月1日）
- 浜中文一（関西ジャニーズJr.、Veteran・「彦摩呂のはずさないお取り寄せ」お取り寄せボーイズ、2010年2月24日 - 3月10日、2010年9月8日 - 9月22日）
- 中田大智（関西ジャニーズJr.、BOYS・「彦摩呂のはずさないお取り寄せ」お取り寄せボーイズ、2009年12月2日 - 12月16日、2010年9月29日 - 10月20日）
- 濵田崇裕（関西ジャニーズJr.、BOYS・「彦摩呂のはずさないお取り寄せ」お取り寄せボーイズ、2010年1月27日 - 2月17日、2010年10月27日 - 11月17日）
- 室龍規（関西ジャニーズJr.、Veteran・「彦摩呂のはずさないお取り寄せ」お取り寄せボーイズ、2010年5月12日 - 6月2日、2010年11月24日 - 12月8日）
- 伊藤政氏（関西ジャニーズJr.、Veteran・「彦摩呂のはずさないお取り寄せ」お取り寄せボーイズ、2010年3月17日 - 4月7日、2010年12月15日 - 2011年1月19日 ※12月15・22日は「彦摩呂のはずさないお取り寄せ」のみVTR出演[25]）
- 菊岡正展（関西ジャニーズJr.、Veteran・「彦摩呂のはずさないお取り寄せ」お取り寄せボーイズ、2010年4月14日 - 4月28日、2011年1月26日 - 2月2日）
- 山碕薫太（関西ジャニーズJr.、Veteran・「彦摩呂のはずさないお取り寄せ」お取り寄せボーイズ、2010年6月30日 - 7月14日、2011年2月9日 - 2月16日）
- 室龍太（関西ジャニーズJr.、Veteran・「彦摩呂のはずさないお取り寄せ」お取り寄せボーイズ、2010年6月9日 - 6月23日、2011年2月23日 - 3月2日）
- 江川達也（漫画家・ご意見番、2009年10月22日 - 最終出演日不詳、木曜・金曜）
- ダンカン（ご意見番、2009年10月29日 - 最終出演日不詳、木曜・金曜）

『アップ&UP!』にも、ゲストで不定期出演していた。
- 岡山祐児（オーケイ、「あっぷ&SHOP!」ナビゲーター）

小牧芽美と隔週交替で出演。『アップ&UP!』でも「ニュースでヒートUP!」に不定期出演していた。
- 小牧芽美（2009年10月19日 - 2010年10月1日、「あっぷ&SHOP!」ナビゲーター）

岡山祐児と隔週交替で出演。
- 井上佳代子（「あっぷ&SHOP!」デモンストレーター）
- 花野桃（「あっぷ&SHOP!」デモンストレーター）
- 明山直未（「あっぷ&SHOP!」デモンストレーター）
- 沢くみこ（「あっぷ&SHOP!」デモンストレーター）

## コーナー

### 終了時のコーナー
- NEWSチェックUP!（月曜、2009年10月19日 - ）

「ニュースでヒートUP!」の後継コーナー。気になる最新ニュースを取り上げ、ゲストパネラーとレギュラー出演者が、言いたい放題斬っていく。また宮崎哲弥がニュースについて解説することもある。林弘典がコーナー進行を務める。
- YES!夕刊（月曜、2010年10月4日 - ）

夕刊から最新ニュースを採り上げ、気になるニュースをチェックするコーナー。
- 暮らしの裏ワザ倶楽部（火曜、2009年10月13日 - ）

生活に役立つ裏ワザをその道の達人が紹介するコーナー。基本的に第1週に「収納王子 コジマジック」、第2週に「家事のウラワザ カジマジック」、第3週に「AYUMOの間違いメイク・ハンター」「AYUMOの開運メイククリニック」、第4・5週にそれ以外の企画を放送している。
- - AYUMOの開運メイククリニック（2009年10月13日 - ）

化粧師AYUMOがさまざまな悩みを持つ女性の顔相を修正し、運気をアップさせる開運メイクで悩みを解消していくコーナー。まず顔の歪みをスパイダーメイクでチェックし、そこから分かる相談者の性格を鑑定後、AYUMOの手で美しく変身させる。
- - AYUMOの間違いメイク・ハンター（2009年12月1日 - ）

化粧師AYUMOが街へ出て、間違ったメイクをしている女性を捕獲し、正しいメイクで大変身させるコーナー。捕獲後、まず顔の歪みを歌舞伎メイクでチェック後、AYUMOの手で美しく変身させる。
- - アナタのお宅へ! 収納コジマジック!（2009年7月14日 - 2009年9月29日）→収納王子 コジマジック（2009年10月27日 - ）

「収納王子」（2009年9月までは「収納大好き 小島さん」）こと収納芸人・小島弘章が家の片付けで悩みを持つ視聴者からの依頼に応え、収納技（コーナー内では「コジマジック」と呼ぶ）で解決するコーナー。また「芸能人のお宅スペシャル」と題し、9月29日放送は野々村真の自宅玄関・自室・ウォークインクローゼットの収納 を、12月22日放送は安田大サーカス・団長の自宅で生活を始めた妻・岩田さちの極端に少なかったスペースをコジマジックで解決させた。「あっぷ&SHOP!」を除き、『アップ&UP!』時代のコーナーで唯一継続されたコーナー。
- - 家事のウラワザ カジマジック（2010年6月15日 - ）

関純子が家事に関する簡単な裏ワザ（コーナー内では「カジマジック」と呼ぶ）を紹介。広海・深海が実際にカジマジックを検証する。カジマジック採用者にはマックカードがプレゼントされる。
- おかだのくっきんぐUP!（火曜、2009年10月13日 - ）

「スキルUP!」の後継に当たるVTR企画で、料理経験のない岡田圭右が浜内千波の指導のもと、簡単で節約できる、こだわりの料理を調理。毎日の献立に悩む主婦のために、目からウロコの料理術を伝授していく。
- いきなりなにきこ!（火曜、2010年10月5日 - ）

日頃から疑問に思っていても、なかなか人には聞けないことを毎回テーマにして、プリンセス金魚が街の人々にいきなりインタビューして答えてもらい、価値観とこだわりを検証するコーナー。毎回6つのテーマが用意され、その中から選ばれたVTRを放送することになっているが、実際は選ばれていないテーマのVTRが放送されることがある。2010年12月15日は水曜日に放送。
- あっぷ&MAP（水曜、2009年10月14日 - ）

「桑原征平のアップ&TRIP!」の後継に当たるVTR企画だが、毎回ゲスト を迎える点や、日帰り旅行プランの紹介に特化した点が異なる。また、やのぱんなどが、“あっぷ&MAPガイド”としてゲストの旅に同行する。
- 彦摩呂のはずさないお取り寄せ（水曜、2009年10月14日 - ）

“お取り寄せの達人”という彦摩呂が、全国各地にあるお取り寄せ品の中から、「これは絶対はずさない」と自ら判断した至極の一品を毎回紹介。パートナーとして、岡安譲（関西テレビアナウンサー）が登場する。2009年12月からは、関西ジャニーズJr.のメンバーが「お取り寄せボーイズ」として交替で出演。
- コレコレ（水曜、2010年11月10日 - ）

テーマに基づき、「コレ人気」「コレ欲しい」という今話題の気になる商品をスタジオに集め、紹介する。
- 週刊芸能 PICK UP!（木曜、2009年10月15日 -）

関西テレビ制作の生放送番組で唯一、最新の芸能情報を扱うコーナー。放送日までの1週間に報じられた芸能界の主な話題を、映像などで振り返る。杉本なつみがコーナー進行を務め、松本佳子が解説していく。
- 芸能界裏ネタ ZOOM UP!（木曜、2009年10月15日 -）

毎回1つのテーマを設定し、松本を中心に、他の番組では話せない芸能界の裏話を披露する。
- エンタメ・ど・あっぷ（金曜、2009年10月15日 -）

番組がおすすめする週末のお出かけ情報やさまざまなエンタメ情報を紹介。bjリーグ・大阪エヴェッサの試合結果も伝える。林がコーナー進行を務める。
- 今週の気になるくろーずUP!（金曜、2010年7月16日 -）

話題となっている注目の商品をピックアップして紹介。杉本がコーナー進行を務める。

### 『アップ&UP!』『あっぷ&UP!』で放送されたコーナー
- アップ&SHOP!→あっぷ&SHOP!（2009年4月6日 - 2010年10月1日）

世界中から選りすぐりの商品を紹介するテレビショッピングのコーナー。岡山祐児または小牧芽美（隔週交替で出演）とともに、関純子がナビゲーターを務める。2010年4月5日からは紹介商品の概要と価格を紹介した後、その商品を吟味するスペシャリストが登場している。
『アップ&UP!』時代は、“生活コンシェルジュ”と称する梅田淳がコーナーを進行。リニューアル後は木村も進行に加わった。梅田は、商品紹介のVTRに進む時や、コーナーの最後に「アップ&SHOP!」とコール（木村が加わる場合もあった）。スタジオ内のカメラが「SHOP!」のところでショットを切り替えると、そのカメラの方を向いていた。
なお、2009年7月10日までは、日替わりで流れる懐メロ（おもに70年 - 90年代のJ-POPが中心。洋楽の時もあり）をコーナー冒頭で紹介し、梅田がその曲のタイトルや歌手名に引っかけて、一品目の商品紹介に移っていた。リニューアル後は、CM明け後に木村がまず「午後2時○分になりました」と言ってから、「いいものピックアップ、アップ&SHOP!」と梅田がタイトルコール。その日の商品テーマを木村が発表してから、梅田が一品目の商品紹介に移る流れとなっていた。

### 『あっぷ&UP!』で放送されたコーナー・企画
- 暮らしの裏ワザ倶楽部（火曜）
  - 大発表! Dr.コパの開運風水術（2010年1月19日、2011年12月21日）

Dr.コパが2010年を開運に導く風水術を伝授。安田大サーカス・団長の自宅を風水診断。100円ショップで、各方位に合わせた大開運できる風水アイテムをセレクトしたり、開運食材を使ったメニューを紹介。
- - Dr.コパの2010年春新生活開運風水＆開運食材ラッキーフード（2010年3月23日）

Dr.コパが2010年の春を開運に導く風水術を伝授。アメリカザリガニ・平井善之の自宅を風水診断したり、開運食材を使ったメニューを紹介。
- - 島田秀平オススメ! 今年行っておきたい関西パワースポット（2010年2月16日）

島田秀平がおすすめする、関西のパワースポットを紹介。『アップ&UP!』で司会を務めた坂元龍斗がリポートした。
- - 島田秀平の手相占い
    - 『チーム・バチスタ2 ジェネラル・ルージュの凱旋』撮影現場に潜入（2010年5月25日）

ドラマ『チーム・バチスタ2 ジェネラル・ルージュの凱旋』の撮影現場に松本美香が潜入。同ドラマに出演していた木下隆行（TKO） の協力のもと、出演者たちの素顔に迫り、手相を島田秀平が鑑定し、悩みを解決していく。
- -     - a-nation編（2010年8月31日）

「a-nation'10」の会場に、島田秀平と鈴木ひろし（のろし）が訪れ、鈴木亜美、GIRL NEXT DOOR、hitomi、AAA（宇野実彩子、與真司郎、浦田直也）、大塚愛の手相を鑑定。
- -     - ドラマ『ギルティ 悪魔と契約した女』『花嫁のれん』編（2010年11月9日）

ドラマ『ギルティ 悪魔と契約した女』『花嫁のれん』の撮影現場に島田秀平と那須晃行（いまぶーむ）が潜入。『ギルティ 悪魔と契約した女』に出演している玉木宏と吉瀬美智子、『花嫁のれん』に出演している野際陽子と内田朝陽の素顔に迫り、手相を島田が鑑定。さらにスタジオでは、中島めぐみ・高橋真理恵・杉本なつみ（いずれも関西テレビアナウンサー、杉本は当時）の手相を島田が鑑定。
- -     - ドラマ『美しい隣人』編（2010年2月1日）

ドラマ『美しい隣人』の制作発表会見に島田秀平と那須晃行（いまぶーむ）が潜入。ドラマに出演している三浦理恵子・高知東生・鈴木砂羽の素顔に迫り、手相を島田が鑑定。さらにスタジオでは、濱口善幸による「心の箱占い」鑑定を行った。
- - ますだのくっきんぐUPスペシャル!（2010年7月27日）

「おかだのくっきんぐUP!」のスペシャル版で、岡田に代わり、料理経験のない増田英彦が浜内千波の指導のもと、簡単で節約できる、こだわりの料理をスタジオで調理。
- - 買い物ネギリ隊が行く!（2010年2月2日・7月13日、2011年1月25日）

買い物ネギリ隊隊長の梅田淳と主婦隊員の関純子が値切り交渉し、さらなる値引きを賭けたゲーム対決を行い、視聴者にお得な情報を提供。ジョーシンアウトレット河内長野店（2010年2月22日）・上新電機アウトレット 北花田店（2010年7月13日・2011年1月25日）で合言葉を言ったお客様に先着順で対象商品が特別割引価格で販売された。
- - 男と女の深層心理学（2010年4月13日）

富田隆が自分や夫・彼氏に試せる「すぐに使える心理テスト」を紹介し、自己発見のキッカケを探る。この他「夫の浮気を見抜くテッパン5か条」なども紹介。
- - 金子哲雄に聞く! 賢い買い物術（2010年4月20日）

流通ジャーナリスト・金子哲雄が賢い買い物術をドン・キホーテで伝授するほか、スタジオではスーパーマーケット・100円ショップ・ホームセンター・ドラッグストアで買い物するとお得な商品を紹介。
- - 明るい超節約生活（2010年3月9日）

節約上手のギャルママとして、雑誌などで話題を集める主婦の節約術を紹介。
- - ドケチ主婦の一石二鳥生活術（2010年5月18日）

ドケチ節約生活術を実践するカリスマ主婦が、楽しみながら賢く節約できる一石二鳥なケチケチ生活術を伝授。
- - 洗濯王子直伝 家庭で出来るかんたんクリーニング（2009年11月24日）

「洗濯王子」の異名を持つ洗濯アドバイザー・中村祐一が家庭で出来るダウンジャケットなどの冬物衣料の洗い方やしみ抜き術といった洗濯の裏ワザを紹介。
- - スーパー主夫のすぐ出来るかんたん大掃除（2009年12月15日）

スーパー主夫・山田亮がすぐに出来る大掃除の裏ワザを披露。
- - 行列のできるイケメン整骨院File（2010年2月16日）

イケメンで腕も確かな整体師がいる人気の整骨院をかみじょうたけしがリポートした他、スタジオでは自宅でできる簡単な整体術を紹介。
- - 街で噂の王子・弁当王子&タロット王子（2010年6月29日）

話題の「弁当王子」「タロット王子」をのろしがリポート。「弁当王子」の異名を持つ男性が短時間で簡単に作れる弁当の節約メニューを紹介。また濱口優（よゐこ）の弟で占い師の濱口善幸がタロット占いで高橋真理恵・中島めぐみ（ともに関西テレビアナウンサー）を鑑定した他、スタジオでは出演者のオーラ占いを行った。
- - 1日3分! 骨盤矯正ダイエット（2009年10月20日）

芦屋美整体サロン副院長・納富亜矢子が自ら考案・実践した、1日3分で骨盤の歪みを矯正し、ダイエット効果のある「骨盤体操」を指導。
- - 美容のカリスマが伝授!簡単エクササイズ（2010年9月28日）

稚乃針灸整骨院 院長・横内稚乃を迎え、自宅で簡単にできる1日1分エクササイズを紹介。
- - 近藤珠實のマナー講座（2010年8月24日・10月26日・2011年3月29日）

近藤珠實を迎えて、知らないと恥をかくマナーの新常識をクイズ形式で紹介。
- - 師走は窃盗が多発 防犯講座（2010年11月30日）

「暮らしの裏ワザ倶楽部」の年末スペシャルとして、防犯アドバイザー・京師美佳 が田中匡（トライアングル）の家を訪れ、空き巣対策の裏ワザを解説。スタジオでは防犯対策をクイズ形式で解説する他、最新防犯グッズも紹介。
- - 春休みにお子様連れで楽しめるお出かけ情報（2010年3月30日）

春休みに親子で楽しめるユニバーサル・スタジオ・ジャパンのアトラクションやお得なグルメ情報を広海・深海がリポート。
- 気になるマガジンくろーずUP!（金曜、2009年10月15日 - 2010年7月30日）

放送日までの1週間に発売された最新の雑誌の中から、注目の記事を紹介。杉本がコーナー進行を務める。
- これ貼っとこ!（水曜、2010年10月6日 - 10月27日）

冷蔵庫に思わず貼りたくなるような、主婦に役立つ情報を紹介するコーナー。林がコーナー進行を行い、主婦専門家として関が情報の注目ポイントを「今週の関メセン!」として解説。

### 『アップ&UP!』で放送されたコーナー・企画
以下の記述にある「リニューアル」とは、『あっぷ&UP!』への移行ではなく、『アップ&UP!』時代の2009年7月に実施された番組構成・企画の変更を指す。
- アップ写真館!（2009年5月11日 - ）

視聴者から寄せられた写真を紹介。初回は木村と坂元の写真を紹介。番組リニューアル後はコーナーとしてではなく、お便り紹介時に一緒に送られた写真を紹介するケースが多かった。
- 知名度アップ! 私、坂元と申します。

入社2年目で初の帯番組担当となる坂元が自身と番組の知名度アップを図るべく、関西の街で誠意を込めて特製名刺を配り歩くコーナー。1回のロケ地で、名刺を100枚配ることが坂元のミッションになっていた。これまでに訪れた街は、大阪（天神橋筋商店街、なんば、新世界、日本橋、江坂、中崎町、梅田、関大前、堺市、道頓堀、住之江）、兵庫（岡本、芦屋市、西宮市、丹波篠山）、京都（錦市場、新京極通、木津川市）、滋賀（東近江市）、奈良（生駒市）、和歌山、名古屋。
これとは別に、梅田がパーソナリティを務めるラジオ番組『出発進行!うめじゅんです』（ラジオ大阪）へのゲスト出演をはじめ、京都駅で行われたファッションショーや第8回ワールドオープンけん玉大会に出演した模様などが特別編として放送されたことがある。また2009年7月9日・10日放送では増田の相方である岡田圭右が師匠となり、坂元と共に名古屋の街を練り歩きながらロケの極意を伝授した。さらにそれ以降も、岡田と共にオープンしたばかりの中座くいだおれビルのリポートや関西名物のポンせんべい「満月ポン」を製造する 松岡製菓 の工場見学を行っている。
- - 美女数珠つなぎ

視聴者からの情報を元に、中崎町にあるスイーツのお店を訪れた際、オーナーが美女だったことから美女を紹介してもらい、中崎町の美女たちを数珠つなぎで紹介。さらに坂元の理想の女性を求め、番組で身近にいる美女を募集したところ、視聴者から多数情報が寄せられたため、坂元がその人の元を訪れ、同じように美女を紹介してもらい、数珠つなぎで紹介していく。だが梅田で美女数珠つなぎを行った際、紹介された美女が取材NGだった為、一度は途切れかけるも、中崎町で最後に登場した美女から紹介してもらい、数珠つなぎを再開。さらに紹介予定だった美女がロケ当日に休みでつながらず、再び企画終了の危機となるが、代わりに紹介されたイケメンから新たに美女が紹介された。この企画は「やのぱんの突激! チェックUP!」に受け継がれた。
- 生電話クイズで賞金GET! THE チャンスUP!（2009年7月6日 - ）

番組開始3ヶ月突破記念で行われた生電話クイズ企画。番組の中で随時行われ、冒頭で発表される電話番号（毎回発表される電話番号は異なる）に電話した視聴者の中から最初につながった人がクイズに挑戦できた。パネルにある近畿2府4県の中から、挑戦者が住んでいる府県以外の一箇所（例えば大阪府在住の場合は大阪府以外の府県）とAまたはBの問題を選び、その府県に関する4択クイズに答える（制限時間は5秒）。正解すれば賞金5000円（キャリーオーバー発生時はその金額）が贈られたが、不正解の場合には賞金がキャリーオーバーとなった。番組リニューアル後も、おもに月曜・木曜に行われていた。
- ニュースでヒートUP!（月曜、2009年7月13日 - ）

増田を含む5～7名の出演者「ニュースしゃべり隊」が話題のニュースを振り返り、言いたい放題斬っていく。ニュースだけでなく、視聴者からのお便りについても語っていく（この時のみ、コーナータイトルが「お便りでヒートUP!」となる）。テーマのニュースやお便りを坂元が紹介した後に、木村が『ニュースJAPAN』での滝川クリステル風に“ニュースしゃべり隊”へ話題を振る流れになっていた。
- アップ暮らし館!（火曜、2009年7月14日 - ）

生活に役立つ情報を届けるコーナー。
- 桑原征平のアップ&TRIP!（水曜、2009年4月15日 - ）

番組がオススメするイチオシの旅を桑原がリポート。VTRの最後には、旅の思い出や特色を、桑原が自作の川柳で紹介していた。また、同年9月9日から4週連続で放送された「ヘラン号で巡る韓国3泊4日の旅」をはじめ、旅行会社や観光関連機関の企画と連動することが多かった。
- スキルUP!（水曜、2009年7月22日 - ）

ほとんど料理ができない坂元が料理のできる男になるべくレッスンを受けて、調理した料理を有名人に試食してもらうコーナー。調理では、このコーナーのスポンサーである 岡村製油 の綿実油を使用していた。
- グルメUP!（木曜、2009年7月16日 - ）

オススメのグルメやスイーツの情報を紹介するコーナー。
- ブログUP!ニュース（金曜、2009年7月17日 - ）

著名人のブログの中から、世間で報じられるニュースの陰で忘れ去られそうなほど小さなニュースを、副調整室の後ろに設けられた“ブログニュースセンター”から杉山が伝えた。かつて『なまみつ』（毎日放送）で放送された「今週のブログHurry Up!」「スターブログニュース」と似ている。ただし当コーナーでは、ニュースソースをアメーバブログの著名人ブログに限定。ベテランアナウンサーの杉山が、『KTVニュースフラッシュ』とはひと味違ったテンションで紹介していた。
- クローズUP! ますだおかだ・岡田のスゴイ人出た〜!（2009年9月11日 - ）

岡田圭右がスタッフからの指令をもとに、スゴイ人を探し出すコーナー。
- やのぱんの突撃! チェックUP!（2009年9月22日 - ）

「美女数珠つなぎ」の後継企画。視聴者から情報提供された美女たちの元をやのぱんが訪れた。お約束として、美女たちのやりとりの中で、やのぱんが自ら出演している通販CM風なリアクションをとっていた。
- エンジョイUP!（金曜、週によっては木曜の時もある）

映画大好き 戸田さんが最新映画情報を送るコーナー。映画の注目ポイントは「戸田UP!（とだップ!）」として紹介される。コーナー内のBGMはHALFBY「HALFBEAT」。
- 大仏ブツブツ→ブツブツ川柳（2009年5月11日 - ）

『大仏なら…』（歌・奈良少年少女合唱隊アンジェリカ with ますだ） のテーマソングにのせて視聴者から寄せられたつぶやきをエンディングで紹介。当初はメッセージを募集していたが、長い文章の投稿が多かったため、川柳に変更となった。川柳の後に「あーブツブツ」と締めくくるのがお約束となっていたが、5月18日放送からは川柳を詠む前に木村と坂元が「あーブツブツ」と言っている。また5月19日放送からは川柳を詠む時のみ、増田の声がボイスチェンジャーで変換されている。このコーナーのみ、採用者には特製クオカードが贈られていた。
2009年6月12日放送で「a-nation '09」を告知した東方神起、7月17日放送で「イナズマロックフェス2009」を告知した西川貴教、7月24日放送で映画「蟹工船」を告知したTKOもブツブツ川柳を考えた。
- SHOWアップ!

番組が独自に注目する、音楽・芸能・演劇などのさまざまな分野で活躍する人を紹介するコーナー。
- テンションUP!

ゲストや司会の増田・木村が夢中になっていることやハマっているものについて熱く語るコーナー。「自ギャク川柳MVP」の発表もこのコーナーで行った。増田の担当時は自身がファンである阪神タイガースや韓流スターの話題を中心に展開していた。
また「エンジョイUP!」に出演する「映画大好き 戸田さん」の肩書きに倣う形で、「テンションUP!」「SHOWアップ!」で自身の得意分野を語る為に出演するゲストには「○○大好き △△さん」の肩書きを付けていた。番組リニューアル後も「アナタのお宅へ! 収納コジマジック!」に小島弘章、「グルメUP!」に岡安譲が登場していた。その他の出演経験者も、再度出演することがあった。
〔おもな「○○大好き △△さん」〕
- - 「お天気大好き 片平さん」 - 片平敦（気象予報士）
  - 「収納大好き 小島さん」 - 小島弘章（オーケイ）
  - 「骨とう大好き 岡本さん」 - 岡本栄（関西テレビアナウンサー）
  - 「手相大好き 島田さん」 - 島田秀平
  - 「書大好き KOHOさん」 - 晃鳳（書道家）
  - 「スイーツ大好き 岡安さん」 - 岡安譲（関西テレビアナウンサー）
  - 「鍋大好き 柳原さん」 - 柳原哲也（アメリカザリガニ）
  - 「心大好き 富田さん」 - 富田隆（心理学者）
  - 「ドラマ大好き 川島くん」 - 川島壮雄（関西テレビアナウンサー）
  - 「天文大好き 井上さん」 - 井上毅（明石市立天文科学館学芸員）
  - 「カレー大好き 小塚さん」 - 小塚舞子
- お便りUP!

視聴者から寄せられたFAXやメールを紹介。
- シェイプUP!（2009年6月3日、7月2日）

女性でも自宅で簡単かつ効果的にできるエクササイズを紹介するコーナー。「筋肉大好き CIMAさん」ことDRAGON GATE所属のプロレスラー・CIMAは「簡単筋トレ・CIMAGIC（シーマジック）」（6月3日）、サルティス池田（アシックス・日本ウォーキング協会公認指導員）は「3歩でウォーキング」（7月2日）を実演していた。
- 坂元アナ大阪度UP!（2009年5月12日 - 6月22日）

もっと大阪のことを知ってもらう目的で、なにわなんでも大阪検定を受験することになった坂元（坂元は静岡県出身）が合格を目指して、公式テキストや視聴者から寄せられた練習問題などで受験勉強をしてもらおうというコーナー。その後、受験した結果、3級には合格したが、2級は不合格となった。
- ビューティーUP!（2009年6月4日）

「エステ王子」の異名を持つ小野浩二が提唱する、指一本で簡単にできる小顔マッサージを披露・伝授する企画。
- みーたんのバイタルUP!（2009年6月2日 - 6月30日）

1ヶ月間にわたりウォーキングを取り上げ、カラダに良い、元気が出る情報を木村が楽しく紹介するコーナー。このコーナーではウォーキングのサポートとして味の素の機能性栄養食品・アミノバイタルを採りいれ、同商品が視聴者にもプレゼントされた他、コーナー終了後にはアミノバイタルのCMが放送されていた。
- お得度UP!（2009年7月10日）

買い物大好き梅田淳と値切り大好き小山浩子が値切り交渉し、視聴者にお得な情報を提供するコーナー。上新電機アウトレット 北花田店 で2009年7月11日に「番組を見た」と言ったお客様に対象商品が特別割引価格で販売された。
- 熱血!!森脇男塾 大峯山修行の旅（2009年9月25日）

森脇健児と坂元が、「女人禁制の修験者の山」として知られる大峯山で厳しい修行を経験した。

## テーマ曲
『アップ&UP!』
- オープニングテーマ、ジングル
  - ビリー・ジョエル「アップタウン・ガール」（2009年4月6日 - 2009年10月2日）
- エンディングテーマ
  - MEGARYU「ハナコトバ」（2009年4月6日 - 2009年7月24日）
  - JK21「ちゃう×3」（2009年7月27日 - 2009年10月2日）

『あっぷ&UP!』
- オープニングテーマ、ジングル
  - ザ・ピペッツ「ダンス・アンド・ブギー」（2009年10月13日 - ）
- エンディングテーマ
  - Sleeper「HOLIDAY」（2009年10月13日 - 2009年12月23日）
  - JK21「CHU♥天閣」（2010年1月7日 - 2010年4月2日）
  - ニコ☆モコ「だいぶつぶつぶつ」（2010年4月5日 - 2010年6月25日）
  - ジェイムス「ハッピー」（2010年6月28日 - 2010年10月1日）
  - ココア男。「Let me free 〜強引なほど、、、」（2010年10月4日 - 2010年12月24日）
  - ひマワリ S-KEY-A「カンサイジーン」（2011年1月6日 - 2011年4月1日）

## スタッフ
- 構成：二宮一泰、根宜利彰、野口勉、近藤一朗、寺前富雄、永岑広憲
- ブレーン：鈴木一史／平野友介（火〜金）
- TD：日浅宏一・野村理恵・水川賢一・菊池幸雄・田中士郎・筒井亨・長谷川周作（KTV）
- SW：日浅宏一・菊池幸雄（KTV）
- CAM：油野邦彦（KTV）、吉田満、渡邊靖司、山添雅嗣
- VE：松浦洋輔・中島知晶・山本謙吾・中川裕貴（KTV）、飯田輝之、片山武史
- LD：中村貴志・金子宗央・中島啓（KTV）、大石竜也、荒井由紀雄、須賀半二
- MIX：野村理恵・水川賢一・永田誠・小野浩一・筒井亨（KTV）、寺嶋紀雄、長池哲、渡辺俊彦
- 効果：守山志緒里
- TK：小島由香
- 美術プロデューサー：岡崎忠司（KTV）
- デザイン：山本直人
- 美術進行：中越章浩
- 大道具：内海徹哉
- 小道具：秋丸弘美
- メイク：堀内ひろの、花岡恵、上根慶子、藤原なおみ
- タイトル：藤田真規（月）〜（水）、河合立史（木）・（金）
- 編成：澤田芳博・東田元（KTV）
- 宣伝：岡崎真由美（KTV）
- 協力：アニメくるねこ くるねこ舎
- 技術協力：イングス、テレコープ、ウエストワン、大阪共立
- 制作協力：メディアプルポ、関西テレビハッズ／Boys（月）、元気な事務所（水）
- プレゼント電話協力：ネクサス
- ディレクター：西川達也（メディアプルポ、月〜水）、井上孝（Boys、月・火曜日）、萩原崇（KTV、木・金曜日）
  - 月、木、金曜日：南脇亮太（パワーステーション）、赤堀弘樹
  - 火曜日：横山勇人・初島誠治（メディアプルポ）、山中基靖
  - 水曜日：向賢、上田雅史、山本洋孝、濱田洋輔、井上孝
- 演出：川元敦雄（KTV）
- プロデューサー：古市忠嗣（KTV）
- 制作著作：関西テレビ

### 過去のスタッフ
- プロデューサー：武藤良博（KTV）
- 演出・プロデューサー：加藤雅也（KTV）
- 宣伝：和田由美（KTV）
- ブレーン：清水優己
- MA：永田誠・筒井亨（KTV）
- 効果：篠田竜作、四方翔悟
- デザイン：井内克信
- 大道具：山本達雄
- タイトル：兵頭和也
- 協力：創建、kurumu、JTB旅物語（「桑原征平のアップ&TRIP!」）